# Bo-105

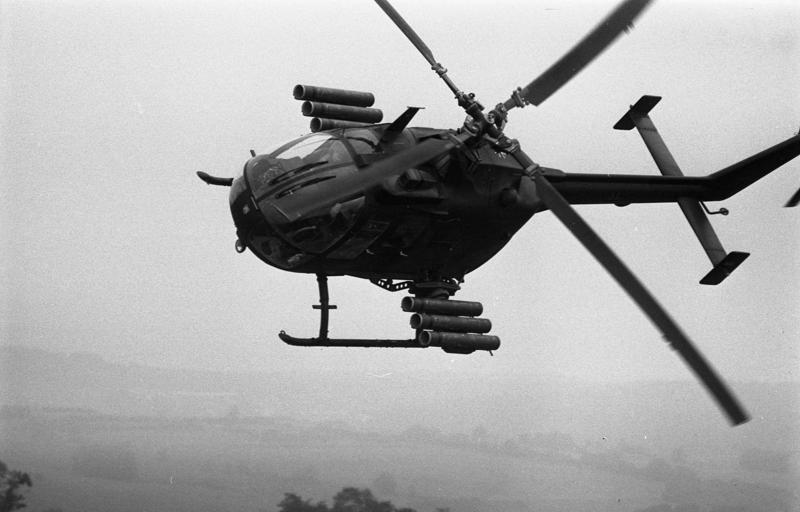
BO-105 met 6 HOT antitankraketten

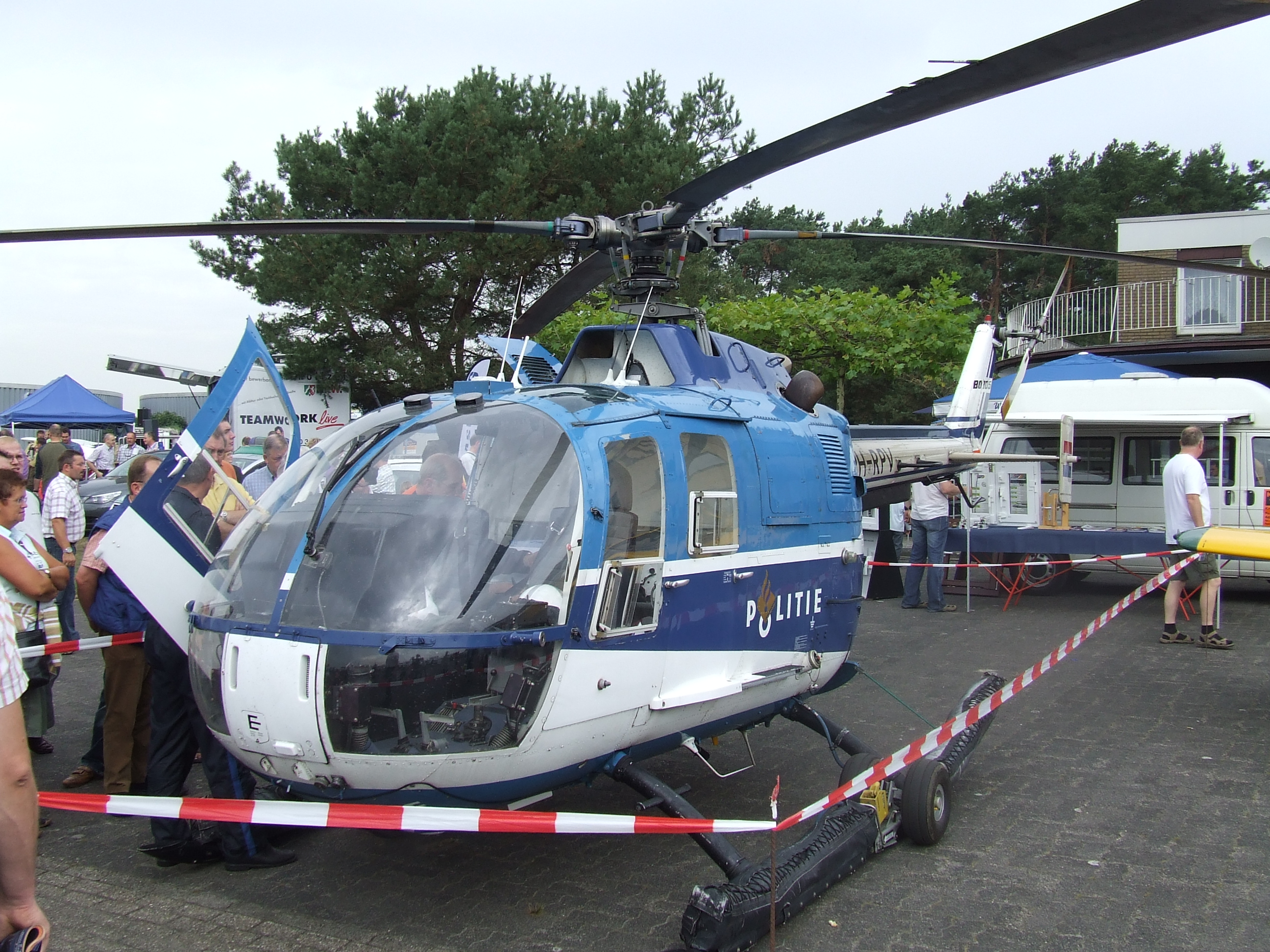
BO-105 van de Dienst Luchtvaart / Korps Rijkspolitie.

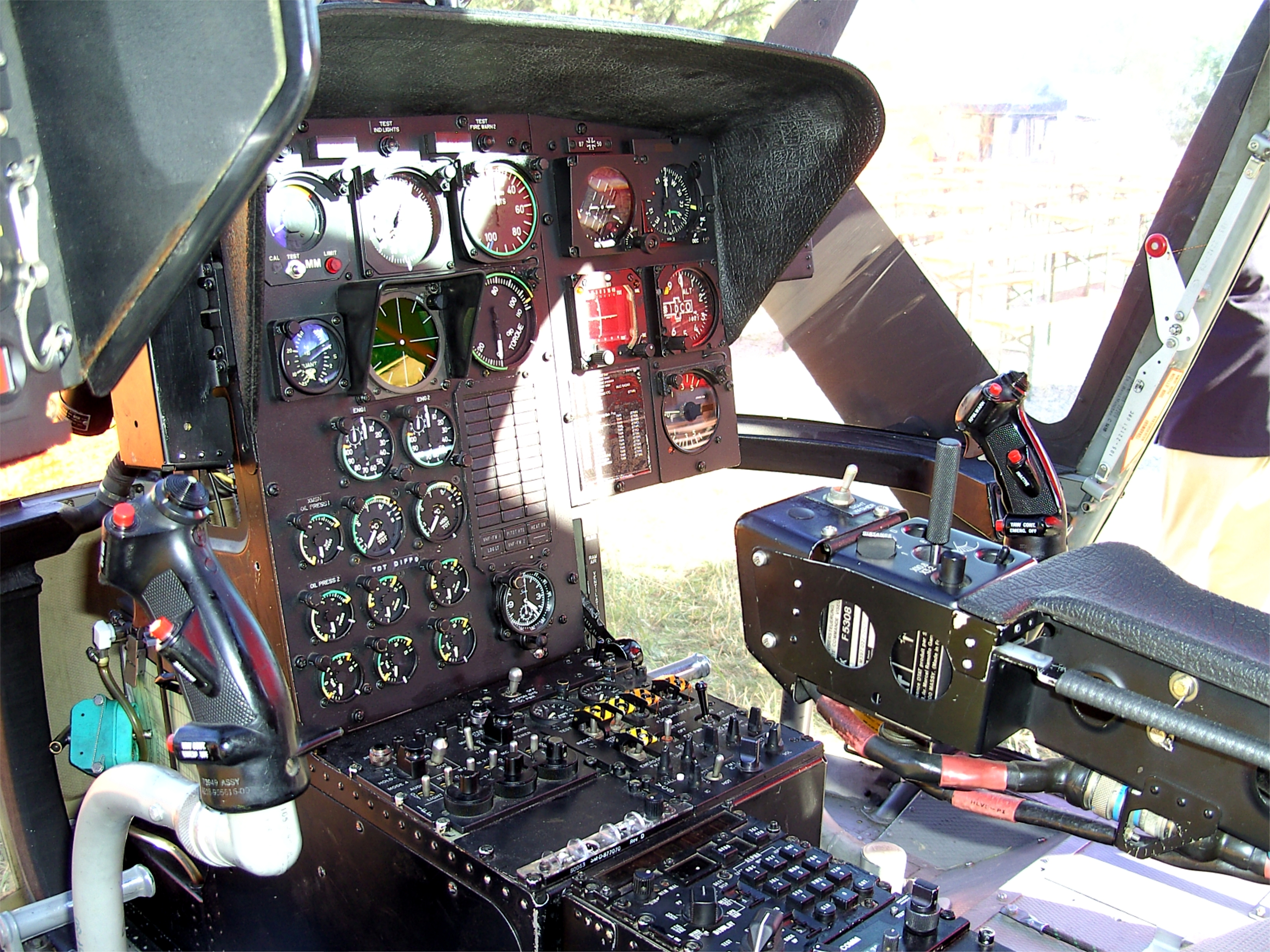
De cockpit van de BO-105

De Messerschmitt-Bölkow-Blohm Bo-105 is een lichte utility helikopter. In Nederland is het model vanaf 1979 veelvuldig door Koninklijke Luchtmacht en de toenmalige Dienst Luchtvaart van het Korps Rijkspolitie gebruikt.
Ook vandaag de dag is het toestel bij vele overheidsdiensten nog steeds in gebruik voor personen- en goederentransport, bij de offshore industrie en voor inzet bij reddingstaken.
De toepassing van twee turbinemotoren maakte het destijds tot de duurste lichte utilityhelikopter ter wereld.
Naast de Nederlandse krijgsmacht werd het het toestel tevens afgenomen door Duitsland, Groot-Brittannië, Indonesië, Canada, Mexico, Spanje en Zweden.
Er werden circa 1800 stuks van gebouwd.

## Geschiedenis
De ontwikkeling van de lichte, voor vier tot vijf man geschikte, tweemotorige turbine helikopter Bo-105 door de Duitse firma Messerschmitt Bölkow Blohm begon in de herfst van 1961.
Het eerste prototype was voorzien van een conventionele rotor van Westland Scout en een regelrechte ramp. Het werd meteen al vernield bij de eerste grondtest.
Het tweede prototype kreeg echter het nieuwe, geleideloze vierblads rotor System Bölkow; dit was een rotorkop uit titanium met vier rotorbladen uit kunststof. Het bewees bij zijn eerste vlucht op 17 februari 1967 zijn uitstekende kwaliteiten.
Na verdere verbeteringen ontstond de eerste geleverde serieversie, de Bo-105 C, die van bij het begin werd geleverd met Allison turbines van het type 250-C18 of 250-C20.

## Nederland

### Defensie
Ter vervanging van de totaal verouderde vastvleugelige Piper Super Cub werden 30 MBB Bo-105's voor de Nederlandse Koninklijke Landmacht besteld om dienst te doen als lichte verkenningshelikopter.
In de periode 1976-1979 werden voor Nederland de Bo-105's ten behoeve van de Groep Lichte Vliegtuigen van de landmacht geleverd, maar werden gevlogen en onderhouden door de Koninklijke Luchtmacht. Deze Bo's -zoals de toestellen door de vliegers werden genoemd- waren van het type MBB-105CB en voerden de registraties in de reeksen B-37 t/m B-48 en B-63 t/m B-80, en één afwijkende Bo-105D met het nummer B-83. Zij waren ingedeeld bij het 299 squadron op de Vliegbasis Deelen en kwamen in het nieuws toen in de nacht van 2 op 3 februari 1992 een terroristische actie op de Vliegbasis Deelen werd uitgevoerd waarbij door een radicale politieke actiegroep in een hangar werd ingebroken en brand werd gesticht. Hierbij gingen één Bo-105 helikopter (B-46) in vlammen op en raakten anderen beschadigd. De schade bedroeg 20 miljoen gulden.
De Bo-105 observatiehelikopter werd ingezet voor waarnemingstaken en was daarvoor uitgerust met nachtzichtapparatuur. Daarnaast werd de Bölkow  ook wel ingezet voor personenvervoer, liaisontaken en gewondentransport.
De Bölkows werden enkele keren gemoderniseerd; dit type werd het eerste van de Nederlandse krijgsmacht dat met nachtzichtapparatuur in de vorm van night vision goggles werd uitgerust waardoor vliegen in het donker voortaan tot de mogelijkheden behoorde. Ook werden de helikopters voorzien van een lichte bepantsering en zogenoemde flare-dispensers voor zelfbescherming tegen vanaf de schouder afgevuurde raketten.
De Bölkows zijn aan het eind van de 20e eeuw veel ingezet bij operaties op de Balkan. Begin 1994 stelde de Koninklijke Luchtmacht een detachement van vier Bölkows van het 299 Squadron ter beschikking aan Dutchbat I. Zij werden ingezet ter ondersteuning van de Nederlandse VN-militairen in Lukavac en in de 'safe havens' Srebrenica en Žepa. Tot hun taken behoorde het evacueren van gewonden en het verzorgen van lichte transportvluchten. Ter voorbereiding op de uitzending werden de toestellen onder meer voorzien van een Global Positioning System (GPS) en kogelwerende kevlarplaten.
In 1999 werd een ander detachement van vier Bo-105's naar Farke in Albanië gestuurd, waar de toestellen zich voegden bij het aldaar ingedeelde 298 (Chinook) Squadron van de Vliegbasis Soesterberg. Zowel de Bölkows als de Chinooks werden vooral ingezet voor KFOR, de internationale strijdmacht voor Kosovo. In november 1999 kregen de vier Bo's een nieuwe thuisbasis bij de plaats Toplicane. Samen met Sikorsky CH-53G's van de Duitse Bundeswehr werd bij die plaats een nieuwe basis gebouwd en in gebruik genomen. De Bölkows werden vanaf daar ingezet voor transport van militair personeel en gewonden, de uitvoering van liaison- en verkenningsvluchten, commandovoering en inspecties vanuit de lucht. Op 3 december 1999 kwam in de buurt van de grens van Kosovo en Albanië een van de uitgezonden Bo's (B-37) in aanraking met een aantal hoogspanningskabels tijdens het uitvoeren van een missie. Het toestel werd naar Nederland teruggehaald met de intentie haar te repareren. Nadere inspectie en het besluit om de toestellen binnen enkele jaren uit te faseren zorgden er voor dat reparatie niet economisch haalbaar werd geacht. Het toestel is vervolgens aan het Militaire Luchtvaart Museum in Kamp van Zeist gedoneerd. Tegenwoordig staat het in het Nationaal Militair Museum, gevestigd op de voormalige Vliegbasis Soesterberg.
In Nederland vervulde de Bölkow een rol bij onder andere beveiliging van munitietransporten en ook als interim-traumahelikopter.
Vanaf 1999 werden de Bo-105CB's door Nederland uitgefaseerd en vervangen door de Eurocopter Cougar. De uitfasering van de laatste toestellen vond plaats eind 2003.
KLM Noordzee Helicopters
KLM Noordzee Helicopters beschikte enige jaren over één Bo-105D (PH-NZH met constructienummer S-83). Deze werd in 1982 overgedragen aan Defensie en als B-83 aan de vloot toegevoegd.

### Politie
De Politie Luchtvaart Dienst beschikte van 1979 tot 2004 over vier, en daarna tot 2009 over zeven BO-105 helikopters. Alle zeven waren gestationeerd op Schiphol-Oost.
Het waren twee BO-105 C’s (PH-RPR en PH-RPS), twee BO-105 CB’s (PH-RPV en PH-RPW) en 3 BO-105 CBS-4’s (PH-RPX, PH-RPY en PH-RPZ).
De zeven BO-105’s van de Dienst Luchtvaartpolitie (LVP) werden vanaf 2007 vervangen door zes Eurocopter EC-135’s en twee (vanaf 2019 drie) grotere AgustaWestland AW139’s

### Medische diensten
In Nederland had ANWB Medical Air Assistance (MAA) twee Bölkow Bo-105's en één MD902 Explorer in gebruik als traumahelicopter. Deze zijn inmiddels vervangen door zes Eurocopter EC-135’s.

## Duitsland
Het Duitse leger kreeg tot 1984 honderd verbindingshelikopters (VBH) BO 105M en 212 antitankhelikopters B0-105P. Vanaf 1990 moesten 209 hiervan door het monteren van krachtiger motoren, nieuwe rotorbladen, een digitaal richtsysteem voor geleide anti-tankraketten van het type HOT 2 en een nachtkijk- en -richtsysteem meer slagkracht gaan leveren. Ook de Duitse politie had de Bo-105 in gebruik en de ADAC gebruikte de Bo-105 als traumahelicopter.

## Versies
BO 105C was de eerste in serie geproduceerde versie; de BO 105CB werd de standaardversie vanaf 1975; de BO 105CBS was de versie met een verlengde romp; de BO 105LS de krachtigere versie van de aan Canada verkochte MBB; de BO 105M de multifunctionele militaire versie en de BO 105P de met HOT of TOW raketten bewapende anti-tankversie.